# Nedeljko Vujinović
Nedeljko „Braco“ Vujinović (* 22. Oktober 1950 in Borovo, Jugoslawien) ist ein deutscher Handballtrainer, Wirtschaftsmanager und ehemaliger Handballspieler.
Vujinović spielte von 1967 bis 1979 beim jugoslawischen Klub RK Borac Banja Luka, mit dem er mehrfach die Meisterschaft und den Pokal sowie 1976 den Europapokal der Landesmeister gewann. Anschließend war er bis 1982 Spielertrainer beim TSV St. Otmar St. Gallen in der Schweiz; hier gewann er jeweils zweimal Meisterschaft und Pokal. Danach trainierte er bis 1991 verschiedene Vereine in Deutschland, den isländischen Klub KR Reykjavík sowie seinen ehemaligen Verein als Spieler, den RK Borac Banja Luka.
Von 1991 bis 2010 war Nedeljko Vujinović als Manager tätig (u. a. als Einkaufsleiter bei einem Hersteller, Technologie- und Marktführer von Hybridfahrzeugen für Gepäck- und Cargotransport). Er war ab 2010 Co- und Torwarttrainer sowie Analyst Der Männermannschaft von Frisch Auf Göppingen, mit dem er 2011 und 2012 den EHF-Pokal gewann. Nachdem am 3. Dezember 2013 der Trainer Velimir Petković beurlaubt wurde und der bisherige Trainer der Frauenmannschaft, Aleksandar Knežević, dessen Nachfolge antrat, übernahm Vujinović das Traineramt bei den Göppinger Frauen, das er aber bereits nach knapp zwei Wochen aus gesundheitlichen Gründen wieder niederlegte. Nachdem er anschließend bis zum Saisonende 2013/14 bei Frisch Auf Göppingen als Co-Trainer und Torwarttrainer tätig gewesen war, übernahm er daraufhin die SG Lauter.
Nedeljko Vujinović, 1,88 Meter groß, ist Inhaber der Trainer-A-Lizenz des Deutschen Handballbundes, diplomierter Senior handball coach sowie Dipl.-Betriebswirt (FH). Darüber hinaus ist er als Handballexperte und Keynote Speaker im Familienunternehmen Sasha Vujinovic aktiv.

## Erfolge
- IHF Europapokal-Sieger 1976 bzw. Gewinner EHF Champions League mit RK Borac Banja Luka
- 4× Jugoslawischer Meister mit RK Borac Banja Luka
- 5× Jugoslawischer Pokalsieger mit RK Borac Banja Luka
- 2× Schweizer Meister mit TSV St. Otmar St. Gallen
- 2× Schweizer Pokalsieger mit TSV St. Otmar St. Gallen
- EHF Europapokal-Sieger 2011 mit Frisch Auf Göppingen
- EHF Europapokal-Sieger 2012 mit Frisch Auf Göppingen